# Nothing But the Blues
Nothing But the Blues es un álbum en directo del músico británico Eric Clapton, publicado en junio de 2022. El álbum recoge clásicos del blues interpretados durante la gira de promoción de From the Cradle (1994) en el Fillmore East de San Francisco (California), los días 8 y 9 de noviembre de 1994. Ambos conciertos fueron también recogidos en un documental homónimo emitido por la PBS en 1995, con la producción ejecutiva de Martin Scorsese.

## Lista de canciones
| N.º | Título                        | Escritor(es)                              | Duración |  |
| 1.  | «Blues All Day Long»          | Jimmy Rogers                              | 4:19     |  |
| 2.  | «Standin' Round Crying»       | McKinley Morganfield                      | 4:51     |  |
| 3.  | «Forty-Four»                  | Chester Burnett                           | 4:17     |  |
| 4.  | «It Hurts Me Too»             | Melvin R. London                          | 3:17     |  |
| 5.  | «Early In The Morning»        | Dallas Bartley, Leo Hickman, Louis Jordan | 5:05     |  |
| 6.  | «Five Long Years»             | Eddie Boyd                                | 5:22     |  |
| 7.  | «Crossroads»                  | Robert Johnson                            | 6:18     |  |
| 8.  | «Malted Milk Blues»           | Robert Johnson                            | 2:46     |  |
| 9.  | «Motherless Child»            | Tradicional, arr. Eric Clapton            | 3:24     |  |
| 10. | «How Long Blues»              | Leroy Carr                                | 3:24     |  |
| 11. | «Reconsider Baby»             | Lowell Fulson                             | 3:39     |  |
| 12. | «Sinner's Prayer»             | Lloyd Glenn, Lowell Fulson                | 3:49     |  |
| 13. | «Everyday I Have The Blues»   | Peter Chatman                             | 4:50     |  |
| 14. | «Someday After A While»       | Freddie King, Sonny Thompson              | 3:43     |  |
| 15. | «Have You Ever Loved A Woman» | William Nobles                            | 6:51     |  |
| 16. | «I'm Tore Down»               | Sonny Thompson                            | 3:25     |  |
| 17. | «Groaning The Blues»          | Willie Dixon                              | 7:10     |  |

## Personal
- Eric Clapton: voz y guitarra.
- Dave Bronze: bajo.
- Andy Newark: batería y percusión.
- Andy Fairweather Low: guitarras.
- Jerry Portnoy: armónica.
- Chris Stainton: piano.

## Posición en listas
| País                            | Posición |
| ------------------------------- | -------- |
| Alemania (Media Control Charts) | 8        |
| Austria (Ö3 Austria)            | 13       |
| Bélgica (Ultratop flamenca)     | 22       |
| Bélgica (Ultratop valona)       | 37       |
| España (PROMUSICAE)             | 25       |
| Francia (SNEP)                  | 89       |
| Italia (FIMI)                   | 98       |
| Países Bajos (Album Top 100)    | 19       |
| Portugal (AFP)                  | 189      |
| Reino Unido (UK Albums Chart)   | 44       |
| Suiza (Schweizer Hitparade)     | 10       |